# 대전문화초등학교
대전문화초등학교는 대한민국 대전광역시 중구 문화동에 있는 공립 초등학교이다.

## 학교 연혁
- 1958년 10월 1일 대전문화초등학교 개교
- 1970년 2월 1일 태평국민학교로 7학급 분리
- 1980년 9월 1일 대문국민학교로 20학급 분리
- 1982년 10월 1일 축구부 창단
- 1988년 3월 1일 문성국민학교로 9학급 분리
- 1988년 5월 1일 동문국민학교로 9학급 분리
- 1994년 6월 1일 병설유치원 개원(1학급)
- 1999년 1월 26일 학교 현대화 재개발 준공(지상4층, 지하1층)
- 2015년 2월 17일 제56회 졸업생 89명(총 20,537명)
- 2015년 3월 1일 23학급(특수1) 편성
- 2015년 4월 9일 스마트교육 모델학교 지정 및 스마트실 구축
- 2016년 3월 1일 특수 유치원 신설
- 2017년 3월 1일 21학급(특수1) 편성

== 학교 동문 ==16회동창6학년4반민병택

## 참고 자료
- 대전문화초등학교 - 한국교육학술정보원 학교알리미